# Бріард
Бріард (фр. Berger de Brie) — французька порода вівчарок, створена шляхом схрещення порід Барбет та Пікардійська вівчарка. Міжнародно визнана порода собак, (FCI-група 1, секція 1, стандарт № 113)

## Опис
Входить до першої групи за класифікацією МКФ, має робочий клас на всіх виставках. Використання — собака-пастух. Ріст у псів 62-68 см, у сук 56-64 см. Дуже довга шерсть, за структурою нагадує козячу. Забарвлення: чорне, палеве, сіре. Раніше було заведено купірувати вуха для надання їм стоячої форми, але в результаті прийняття в останні роки «зелених» законів, купірування вух у більшості країн Євросоюзу заборонено. Відмінна риса всіх різновидів французьких вівчарів — подвійні рудиментні пальці на задніх лапах, і це є жорстким вимогам стандарту.

## Історія породи
Перший достовірний літературний опис породи під назвою Chien de berger de Brie, (вівчарка Брі), стрічається в одному з томів енциклопедії Жорж-Луї де Бюффона «Histoire naturelle» видання 1758 року. 
За Бюффоном «собака повинна бути чорною, мати довгу шерсть і використовуватися для охорони дому, двору та стада». Сучасний вигляд оформився в кінці XIX століття, перший офіційний стандарт породи прийнятий в 1897 році. Сучасний стандарт діє з січня 2009 року. Основне поголів'я знаходиться в Західній Європі; на головну французьку виставку бріар (National d'Elevage), що проходить один раз на рік, виставляється 150—200 особин. Сучасний стан породи контролюється бріарклубами, існуючими в багатьох країнах. Європейські вимоги для племінних собак — дісплазійний індекс не нижче В або С (залежить від країни). Собаки, рекомендовані до розведення мають приставку до прізвиська «Sel» («селекціонувати»).
Бріар успішно використовуються в наступних видах спорту:
- IPO, VPG & Ko
- Всі види рингів
- Аджіліті
- Обідієнс
- Вейтпулінг
- Скіджорінг
- Фристайл та інших

## Виноски
1. ↑  Опис породи Berger de Brie (Briard) в Natur-Lexikon [Архівовано 11 червня 2019 у Wayback Machine.] (нім.)